# ثيودور تي جونز
ثيودور تي جونز (بالإنجليزية: Theodore T. Jones)‏ هو قاضي ومحامي أمريكي، ولد في 10 مارس 1944 في نيويورك في الولايات المتحدة، وتوفي في 6 نوفمبر 2012 في نيو سيتي في الولايات المتحدة.

## وصلات خارجية
- ثيودور تي جونز على موقع إن إن دي بي (الإنجليزية)